# Partito della Sinistra Democratica (Turchia)
Il Partito della Sinistra Democratica (in turco Demokratik Sol Parti, DSP) è un partito politico turco.
Il DSP è un partito socialdemocratico, fondato nel 1985 da Rahşan Ecevit, moglie di Bülent Ecevit, già leader del Partito Popolare Repubblicano (CHP) e primo ministro, che era stato bandito dalla vita politica dopo il colpo di Stato dei militari del 1980. 
Nel 1987, dopo un referendum, Bulent Ecevit ritornò alla vita politica e sostituì la moglie alla guida del partito. Ciò nonostante, alle elezioni politiche dello stesso anno, il DSP non ottenne seggi in Parlamento perché non riuscì a superare l'altissima soglia di sbarramento, il 10%. Nel 1988, Necdet Karababa fu eletto leader, ma Ecevit, l'anno successivo, ritornò portavoce. 
Alle politiche del 1991, il DSP riuscì di poco a superare lo sbarramento e, con il 10,75% dei voti, ottenne 7 seggi. 
Nel 1995, il DSP, pur eleggendo ben 76 parlamentari, rimase un partito d'opposizione. Iniziò, però, una crisi interna al partito che portò alla fuoriuscita di Karababa e di alcuni deputati. Nel 1997, in alleanza con il Partito della Madrepatria, Ecevit fu eletto primo ministro. Nel 1998, Ecevit venne rieletto primo ministro, ma di un governo di minoranza, che portò il paese alle elezioni del 1999. 
Alle elezioni politiche del 1999, il DSP, grazie all'estradizione del leader curdo Abdullah Öcalan dall'Italia, ottenne il 22,2% dei voti e 136 seggi su 550. Ecevit fu nuovamente eletto primo ministro. Nel 2001, il partito visse serie divisioni interne, acuite, nel 2002, dalle serie condizioni di salute del premier Ecevit. Alcuni membri del partito diedero, infatti, vita al Partito della Nuova Turchia, poi confluito, nel 2004, nel Partito Popolare Repubblicano (CHP). 
Alle elezioni del 2002, il DSP subì un vero e proprio tracollo, ottenendo appena l'1,1% dei voti, non compensato dal risultato di Nuova Turchia che ottenne anch'essa l'1,2% dei voti. Ecevit, nel 2003, passò le redini del partito a Zeki Sezer, eletto ufficialmente leader nel 2004. Il DSP, nonostante il deludente risultato elettorale, dal 2005 contò in parlamento 4 deputati, grazie all'adesione di alcuni indipendenti e di alcuni fuoriusciti dal partito kemalista CHP. 
Alle politiche del 2007 il DSP ha presentato liste insieme al CHP, eleggendo 13 deputati e collocandosi all'opposizione.